# Camilla Gunell

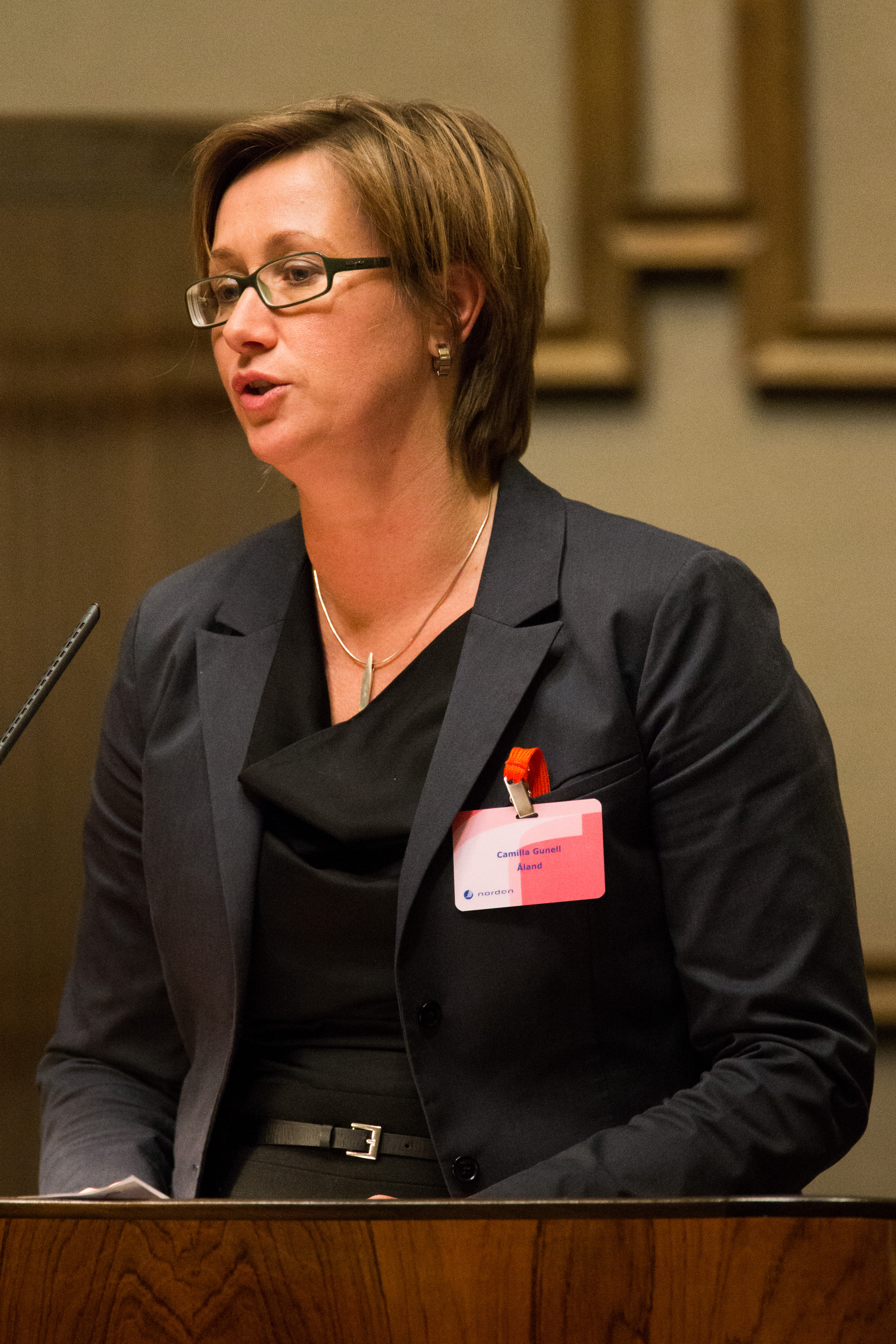
Camilla Gunell (2012)

Camilla Gunell (* 7. September 1970) ist Politikerin (ÅSD) in Åland, einem autonomen, schwedischsprachigen Gebiet Finnlands. Von 2011 bis 2015 war sie Lantråd von Åland.

## Werdegang
Gunell ist seit 2003 Abgeordnete im Parlament von Åland (Lagting). Von 2005 bis 2023 gehörte sie zudem der Regierung an, in der sie zunächst Ministerin für Bildung und Kultur war, von 2011 bis 2015 Ministerpräsidentin (Lantråd), von 2015 bis 2019 stellvertretende Ministerpräsidentin sowie Ministerin für Wirtschaft, Umwelt und Energie. 2019 trat sie erfolglos bei der Europawahl an.
Seit 2010 ist Gunell Parteivorsitzende der Ålands Sozialdemokraten. Sie sitzt auch im Stadtrat ihrer Heimatstadt Mariehamn (seit 2003). 
Gunell hat einen Magister-Abschluss (Fil. mag.). Sie ist verheiratet und hat drei Kinder.

## Auszeichnungen
- 2022 Kungliga Nordstjärneorden[7]